# Res inter alios acta
Res inter alios acta (« une chose faite par d'autres ») est une locution latine signifiant qu'un contrat ne peut pas affecter négativement les droits d'un tiers. C'est un principe de droit des obligations et de droit international public.

## Droits nationaux

### Droit romain
Le concept émerge en droit romain.

### Droit belge
L'article 1165 du code civil belge y fait référence expressément :
« Les conventions n'ont d'effet qu'entre les parties contractantes ; elles ne nuisent point au tiers, et elles ne lui profitent que dans le cas prévu par l'article 1121. »
L'article 1165 du code civil belge est identique à l'article français (ce qui s'explique par le fait que le code belge est basé sur le code Napoléon).

### Droit international public
En matière de droit international public, c'est l'article 34 de la Convention de Vienne de 1969 qui l'énonce :
« Un traité ne crée ni obligations ni droits pour un État tiers sans son consentement. »